# Fußball-Weltmeisterschaft 1970/Gruppe A
Spiele der Gruppe A der Fußball-Weltmeisterschaft 1970.
| Pl. | Land        | Sp. | S | U | N | Tore    | Diff. | Punkte |
| --- | ----------- | --- | - | - | - | ------- | ----- | ------ |
| 1.  | Sowjetunion | 3   | 2 | 1 | 0 | 006:100 | +5    | 05:10  |
| 2.  | Mexiko      | 3   | 2 | 1 | 0 | 005:000 | +5    | 05:10  |
| 3.  | Belgien     | 3   | 1 | 0 | 2 | 004:500 | −1    | 02:40  |
| 4.  | El Salvador | 3   | 0 | 0 | 3 | 000:900 | −9    | 0:60   |

## Mexiko – Sowjetunion 0:0
| Mexiko                                                     | Mexiko | Sowjetunion | Sowjetunion |
| ---------------------------------------------------------- | --- | --- | ----------- |
| Mexiko                                                     | \| 1. Spieltag (Eröffnungsspiel) \| \| 31. Mai 1970 um 12:00 Uhr in Mexiko-Stadt (Aztekenstadion) \| \| Zuschauer: 107.160 \| \| Schiedsrichter: Kurt Tschenscher ( BR Deutschland) \| \| Spielbericht \|                         | \| 1. Spieltag (Eröffnungsspiel) \| \| 31. Mai 1970 um 12:00 Uhr in Mexiko-Stadt (Aztekenstadion) \| \| Zuschauer: 107.160 \| \| Schiedsrichter: Kurt Tschenscher ( BR Deutschland) \| \| Spielbericht \| | Sowjetunion |
| Mexiko                                                     | Ignacio Calderón – Gustavo Peña , Mario Pérez, Javier Guzmán, Guillermo Hernández – José Vantolrá, Héctor Pulido, Mario Velarde (67. Antonio Munguía) – Horacio López, Javier Valdivia, Javier Fragoso Cheftrainer: Raúl Cárdenas | Ansor Kawasaschwili – Wolodymyr Kaplytschnyj, Albert Schesternjow , Jewgeni Lowtschew, Gennadi Logofet – Kachi Assatiani, Wolodymyr Muntjan, Wiktor Serebrjannikow (46. Anatolij Pusatsch) – Anatoli Byschowez, Gennadi Jewrjuschichin, Giwi Nodia (67. Witalij Chmelnyzkyj) Cheftrainer: Gawriil Katschalin | Sowjetunion |
| Mexiko                                                     | Fehlanzeige | Fehlanzeige | Sowjetunion |
| Mexiko                                                     | Peña | Lowtschew, Logofet, Assatiani, Chmelnyzkyj | Sowjetunion |
| 1. Spieltag (Eröffnungsspiel)                              | | |             |
| 31. Mai 1970 um 12:00 Uhr in Mexiko-Stadt (Aztekenstadion) | | |             |
| Zuschauer: 107.160                                         | | |             |
| Schiedsrichter: Kurt Tschenscher ( BR Deutschland)         | | |             |
| Spielbericht                                               | | |             |

## Belgien – El Salvador 3:0 (1:0)
| Belgien                                                    | Belgien | El Salvador | El Salvador |
| ---------------------------------------------------------- | --- | --- | ----------- |
| Belgien                                                    | \| 1. Spieltag \| \| 3. Juni 1970 um 16:00 Uhr in Mexiko-Stadt (Aztekenstadion) \| \| Zuschauer: 92.205 \| \| Schiedsrichter: Andrei Radulescu ( Rumänien) \| \| Spielbericht \|                                                      | \| 1. Spieltag \| \| 3. Juni 1970 um 16:00 Uhr in Mexiko-Stadt (Aztekenstadion) \| \| Zuschauer: 92.205 \| \| Schiedsrichter: Andrei Radulescu ( Rumänien) \| \| Spielbericht \|                                                                                           | El Salvador |
| Belgien                                                    | Christian Piot – Georges Heylens, Nicolas Dewalque, Jean Thissen – Léon Semmeling (79. Odilon Polleunis), Wilfried Van Moer, Jean Dockx, Wilfried Puis – Johan Devrindt, Paul Van Himst , Raoul Lambert Cheftrainer: Raymond Goethals | Raúl Magaña – Roberto Rivas, Salvador Mariona , Saturnino Osorio, Mauricio Manzano (67. Santiago Cortés) – Mauricio Rodríguez, Jorge Vásquez, José Quintanilla – Salvador Cabezas (80. Genaro Sarmeno), Juan Ramón Martínez, Ernesto Aparicio Cheftrainer: Hernán Carrasco | El Salvador |
| Belgien                                                    | 1:0 Van Moer (12.) 2:0 Van Moer (54.) 3:0 Lambert (79., Foulelfmeter) | | El Salvador |
| 1. Spieltag                                                | | |             |
| 3. Juni 1970 um 16:00 Uhr in Mexiko-Stadt (Aztekenstadion) | | |             |
| Zuschauer: 92.205                                          | | |             |
| Schiedsrichter: Andrei Radulescu ( Rumänien)               | | |             |
| Spielbericht                                               | | |             |

## Sowjetunion – Belgien 4:1 (1:0)
| Sowjetunion                                                | Sowjetunion | Belgien | Belgien |
| ---------------------------------------------------------- | --- | --- | ------- |
| Sowjetunion                                                | \| 2. Spieltag \| \| 6. Juni 1970 um 16:00 Uhr in Mexiko-Stadt (Aztekenstadion) \| \| Zuschauer: 95.261 \| \| Schiedsrichter: Rudolf Scheurer ( Schweiz) \| \| Spielbericht \| | \| 2. Spieltag \| \| 6. Juni 1970 um 16:00 Uhr in Mexiko-Stadt (Aztekenstadion) \| \| Zuschauer: 95.261 \| \| Schiedsrichter: Rudolf Scheurer ( Schweiz) \| \| Spielbericht \|                            | Belgien |
| Sowjetunion                                                | Ansor Kawasaschwili – Wolodymyr Kaplytschnyj (35. Jewgeni Lowtschew), Albert Schesternjow , Rewas Dsodsuaschwili (73. Nikolai Kisseljow), Walentin Afonin – Kachi Assatiani, Wolodymyr Muntjan, Murtas Churzilawa – Anatoli Byschowez, Gennadi Jewrjuschichin, Witalij Chmelnyzkyj Cheftrainer: Gawriil Katschalin | Christian Piot – Georges Heylens, Nicolas Dewalque, Léon Jeck, Jean Thissen – Léon Semmeling, Wilfried Van Moer, Jean Dockx – Raoul Lambert, Paul Van Himst , Wilfried Puis Cheftrainer: Raymond Goethals | Belgien |
| Sowjetunion                                                | 1:0 Byschowez (15.) 2:0 Assatiani (56.) 3:0 Byschowez (63.) 4:0 Chmelnyzkyj (76.) | 4:1 Lambert (86.) | Belgien |
| 2. Spieltag                                                | | |         |
| 6. Juni 1970 um 16:00 Uhr in Mexiko-Stadt (Aztekenstadion) | | |         |
| Zuschauer: 95.261                                          | | |         |
| Schiedsrichter: Rudolf Scheurer ( Schweiz)                 | | |         |
| Spielbericht                                               | | |         |

## Mexiko – El Salvador 4:0 (1:0)
| Mexiko                                                     | Mexiko | El Salvador | El Salvador |
| ---------------------------------------------------------- | --- | --- | ----------- |
| Mexiko                                                     | \| 2. Spieltag \| \| 7. Juni 1970 um 12:00 Uhr in Mexiko-Stadt (Aztekenstadion) \| \| Zuschauer: 103.058 \| \| Schiedsrichter: Ali Hussein Kandil ( Ägypten) \| \| Spielbericht \|                                                                            | \| 2. Spieltag \| \| 7. Juni 1970 um 12:00 Uhr in Mexiko-Stadt (Aztekenstadion) \| \| Zuschauer: 103.058 \| \| Schiedsrichter: Ali Hussein Kandil ( Ägypten) \| \| Spielbericht \|                                                                                   | El Salvador |
| Mexiko                                                     | Ignacio Calderón – Gustavo Peña , Mario Pérez, Javier Guzmán, José Luis González – José Vantolrá, Antonio Munguía, Enrique Borja (46. Horacio López / 77. Juan Ignacio Basaguren) – Aarón Padilla, Javier Valdivia, Javier Fragoso Cheftrainer: Raúl Cárdenas | Raúl Magaña – Roberto Rivas, Salvador Mariona , Saturnino Osorio, Santiago Cortés (66. Mario Monge) – Salvador Cabezas, Jorge Vásquez, José Quintanilla, Mauricio Rodríguez – Juan Ramón Martínez, Ernesto Aparicio (59. Sergio Méndez) Cheftrainer: Hernán Carrasco | El Salvador |
| Mexiko                                                     | 1:0 Valdivia (45.) 2:0 Valdivia (46.) 3:0 Fragoso (58.) 4:0 Basaguren (83.) | | El Salvador |
| Mexiko                                                     | Mariona, Cabezas, Méndez | | El Salvador |
| 2. Spieltag                                                | | |             |
| 7. Juni 1970 um 12:00 Uhr in Mexiko-Stadt (Aztekenstadion) | | |             |
| Zuschauer: 103.058                                         | | |             |
| Schiedsrichter: Ali Hussein Kandil ( Ägypten)              | | |             |
| Spielbericht                                               | | |             |

## Sowjetunion – El Salvador 2:0 (0:0)
| Sowjetunion                                                 | Sowjetunion | El Salvador | El Salvador |
| ----------------------------------------------------------- | --- | --- | ----------- |
| Sowjetunion                                                 | \| 3. Spieltag \| \| 10. Juni 1970 um 16:00 Uhr in Mexiko-Stadt (Aztekenstadion) \| \| Zuschauer: 89.979 \| \| Schiedsrichter: Rafael Hormazábal ( Chile) \| \| Spielbericht \| | \| 3. Spieltag \| \| 10. Juni 1970 um 16:00 Uhr in Mexiko-Stadt (Aztekenstadion) \| \| Zuschauer: 89.979 \| \| Schiedsrichter: Rafael Hormazábal ( Chile) \| \| Spielbericht \|                                                                                | El Salvador |
| Sowjetunion                                                 | Ansor Kawasaschwili – Murtas Churzilawa, Albert Schesternjow , Rewas Dsodsuaschwili, Walentin Afonin – Nikolai Kisseljow (80. Kachi Assatiani), Wolodymyr Muntjan, Wiktor Serebrjannikow – Anatoli Byschowez, Anatolij Pusatsch (46. Gennadi Jewrjuschichin), Witalij Chmelnyzkyj Cheftrainer: Gawriil Katschalin | Raúl Magaña – Roberto Rivas, Salvador Mariona , Saturnino Osorio, Guillermo Castro – Salvador Cabezas (80. Ernesto Aparicio), Jorge Vásquez, Mario Monge, Mauricio Rodríguez (85. Genaro Sarmeno) – Jaime Portillo, Sergio Méndez Cheftrainer: Hernán Carrasco | El Salvador |
| Sowjetunion                                                 | 1:0 Byschowez (51.) 2:0 Byschowez (74.) | | El Salvador |
| 3. Spieltag                                                 | | |             |
| 10. Juni 1970 um 16:00 Uhr in Mexiko-Stadt (Aztekenstadion) | | |             |
| Zuschauer: 89.979                                           | | |             |
| Schiedsrichter: Rafael Hormazábal ( Chile)                  | | |             |
| Spielbericht                                                | | |             |

## Mexiko – Belgien 1:0 (1:0)
| Mexiko                                                      | Mexiko | Belgien | Belgien |
| ----------------------------------------------------------- | --- | --- | ------- |
| Mexiko                                                      | \| 3. Spieltag \| \| 11. Juni 1970 um 16:00 Uhr in Mexiko-Stadt (Aztekenstadion) \| \| Zuschauer: 108.192 \| \| Schiedsrichter: Norberto Coerezza ( Argentinien) \| \| Spielbericht \|                                                    | \| 3. Spieltag \| \| 11. Juni 1970 um 16:00 Uhr in Mexiko-Stadt (Aztekenstadion) \| \| Zuschauer: 108.192 \| \| Schiedsrichter: Norberto Coerezza ( Argentinien) \| \| Spielbericht \|                                            | Belgien |
| Mexiko                                                      | Ignacio Calderón – Gustavo Peña , Mario Pérez, Javier Guzmán, José Luis González – José Vantolrá, Antonio Munguía, Héctor Pulido – Aarón Padilla, Javier Valdivia (46. Juan Ignacio Basaguren), Javier Fragoso Cheftrainer: Raúl Cárdenas | Christian Piot – Georges Heylens, Nicolas Dewalque, Léon Jeck, Jean Thissen – Léon Semmeling, Wilfried Van Moer, Jean Dockx – Odilon Polleunis (64. Johan Devrindt), Paul Van Himst , Wilfried Puis Cheftrainer: Raymond Goethals | Belgien |
| Mexiko                                                      | 1:0 Peña (15., Foulelfmeter) | | Belgien |
| Mexiko                                                      | Valdivia, Peña | Thissen, Van Himst | Belgien |
| 3. Spieltag                                                 | | |         |
| 11. Juni 1970 um 16:00 Uhr in Mexiko-Stadt (Aztekenstadion) | | |         |
| Zuschauer: 108.192                                          | | |         |
| Schiedsrichter: Norberto Coerezza ( Argentinien)            | | |         |
| Spielbericht                                                | | |         |